# Nda Chi
Pour les articles homonymes, voir Chi (homonymie).
 (mars 2024).
La mise en forme du texte ne suit pas les recommandations de Wikipédia : il faut le « wikifier ».
Les points d'amélioration suivants sont les cas les plus fréquents. Le détail des points à revoir est peut-être précisé sur la page de discussion.
- Les titres sont pré-formatés par le logiciel. Ils ne sont ni en capitales, ni en gras.
- Le texte ne doit pas être écrit en capitales (les noms de famille non plus), ni en gras, ni en italique, ni en « petit »…
- Le gras n'est utilisé que pour surligner le titre de l'article dans l'introduction, une seule fois.
- L'italique est rarement utilisé : mots en langue étrangère, titres d'œuvres, noms de bateaux, etc.
- Les citations ne sont pas en italique mais en corps de texte normal. Elles sont entourées par des guillemets français : « et ».
- Les listes à puces sont à éviter, des paragraphes rédigés étant largement préférés. Les tableaux sont à réserver à la présentation de données structurées (résultats, etc.).
- Les appels de note de bas de page (petits chiffres en exposant, introduits par l'outil «  Source ») sont à placer entre la fin de phrase et le point final[comme ça].
- Les liens internes (vers d'autres articles de Wikipédia) sont à choisir avec parcimonie. Créez des liens vers des articles approfondissant le sujet. Les termes génériques sans rapport avec le sujet sont à éviter, ainsi que les répétitions de liens vers un même terme.
- Les liens externes sont à placer uniquement dans une section « Liens externes », à la fin de l'article. Ces liens sont à choisir avec parcimonie suivant les règles définies. Si un lien sert de source à l'article, son insertion dans le texte est à faire par les notes de bas de page.
- La présentation des références doit suivre les conventions bibliographiques. Il est recommandé d'utiliser les modèles {{Ouvrage}}, {{Chapitre}}, {{Article}}, {{Lien web}} et/ou {{Bibliographie}}. Le mode d'édition visuel peut mettre en forme automatiquement les références.
- Insérer une infobox (cadre d'informations à droite) n'est pas obligatoire pour parachever la mise en page.

Pour une aide détaillée, merci de consulter Aide:Wikification.
Si vous pensez que ces points ont été résolus, vous pouvez retirer ce bandeau et améliorer la mise en forme d'un autre article.
Nda Chi son vrai nom Armand Noel Ntoungchi Kamtchoua, est un artiste multidisciplinaire, né le 23 décembre à Baleng à l'ouest du Cameroun. Il est vainqueur du concours “Mützig Star” en 2019 et médaillé d’or aux XIe Jeux de la francophonie Kinshasa 2023 dans la catégorie chanson.

## Biographie

### Enfance et débuts
Nda Chi, est née au Cameroun. il est originaire du département de la Mifi. La Mifi est un département de la région de l'Ouest du (Cameroun). Issu d’une lignée de notables et de reines, dès son plus jeune âge, il est initié à la société secrète “Nelong’o”, où il a appris les rythmes et les instruments traditionnels de son peuple. Cette initiation a profondément influencé sa carrière artistique, le menant à créer le lessa groove, un style musical qui fusionne les rythmes traditionnels avec des sonorités modernes. Titulaire d'une licence en sciences juridiques et politiques, une maîtrise en Droit carrière Judiciaire, une maîtrise en Art de spectacle, option ethnomusicologie (musicologie et chorégraphie).
Chanteur, auteur-compositeur-interprète, danseur, chorégraphe, instrumentiste, et modèle photo, Nda Chi est connu pour sa polyvalence. 

### Carrière
Nda Chi est un passionné de danse et de photographie. Il évolue dans différentes compagnies et chorégraphe de la troupe “Otitié, étoile du Cameroun” d’Ayissi Le Duc. Fondateur du groupe de danse “Modern Afro Soul”. Il se présente comme un artiste orné, orné d’or, symbole de richesse, de puissance et de beauté. Il est le fondateur du «lessa groove».
En 2018, il commence sa carrière avec la sortie de son premier single intitulé “Dis Moi” , Lauréat du concours national de chanson “Mützig Star” en 2019 avec ce titre.
En 2020 son premier album intitulé  “Ngi Ngun” qui signifie "voix des peuples" voit le jour et remporte le prix du meilleur album aux Visartculture Ouest Awards.
En 2023, il participe et est médaillé d’or dans la catégorie chanson aux XIe Jeux de la francophonie Kinshasa 2024.
Il utilise sa musique pour véhiculer des messages forts et profonds qui rendent hommage aux femmes et appelle au retour aux sources.

## Discographie

### Albums
- 2020 : "Ngi Ngun"
- 2022: Ngì Ngùng (Instrumental);

- 2022 : Ep "Mengwi"[8],

### Singles
- 2018 : ''Dis-Moi"

- 2019 : "Amour! Quand Tu Me Tiens"

- 2019 : "Pleurs"
- 2022 : "Amassa"[9],[10].
- 2022 : "TéTā FT Bassimé".

- 2023 : "Toi"

- 2023 : "Nghoume Nweri" ft Aïcha Koné
- 2024 : "Dis Moi-Live"

## Prix et récompenses
Nda Chi a été honoré par plusieurs prix et distinctions :
- 2023 : Médaille d’or en chanson aux la 9ème édition des Jeux de la Francophonie[1] .
- 2020 : L'album “Ngi Ngun” Prix du meilleur album aux Visartculture Ouest Awards

- 2019 : Vainqueur du concours national de chanson “Mützig Star” [11].